# Wahl zum Abgeordnetenhaus von Berlin 1950
- SPD: 61
- FDP: 32
- CDU: 34

- Regierung: 127

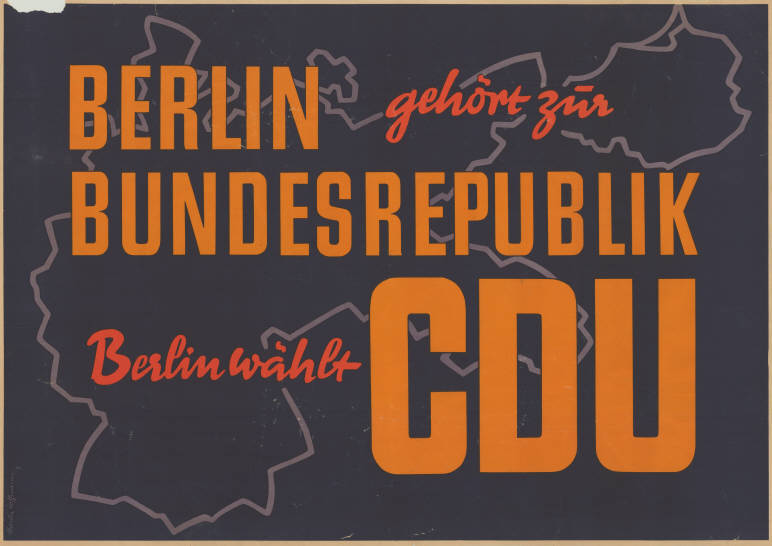
Plakat der CDU

Die Wahl zum Abgeordnetenhaus von Berlin am 3. Dezember 1950 erfolgte erneut außerhalb des gewöhnlichen Wahlzyklus von vier Jahren. Im Oktober 1950 trat die neue Landesverfassung für West-Berlin in Kraft, welche die Neuwahl erforderlich machte. Gewählt wurde erstmals das Berliner Abgeordnetenhaus.
Spitzenkandidat der SPD war nicht der populäre Oberbürgermeister Ernst Reuter, sondern Franz Neumann; für die CDU trat Walther Schreiber an. Die SPD musste empfindliche Verluste in Höhe von 19,8 Prozentpunkten der Stimmen erleiden, erhielt mit 44,7 % aber immer noch die mit Abstand größte Stimmenanzahl und 61 der 127 Mandate. Als Hauptgrund der massiven Verluste wurde das vorläufige Abebben der politischen Spannung in Berlin nach dem Ende der Blockade ebenso angesehen, wie erhebliche Flügelstreitigkeiten innerhalb der SPD. Die CDU legte 5,3 Prozentpunkte zu und erhielt nunmehr 24,7 % der Stimmen. Die FDP erhielt überraschende 23,0 % der Stimmen.
Nachdem in der konstituierenden Sitzung des Abgeordnetenhauses Reuter und Schreiber bei der Wahl des Regierenden Bürgermeisters beide jeweils 62 Stimmen erhielten, zog Schreiber seine Kandidatur zugunsten Reuters zurück. Es wurde daraufhin eine Schwarz-rot-gelbe Koalition gebildet mit Schreiber als Reuters Stellvertreter.
Diese Koalition zerbrach aber nach dem Tod des langjährigen Regierenden Bürgermeisters Ernst Reuter, welcher am 29. September 1953 verstorben war. Die SPD ging als deutlich stärkste Fraktion (61 von 127 Mandaten) in die Opposition, während CDU (34 Mandate) und die FDP (32 Mandate) eine Koalition unter dem neuen Regierenden Bürgermeister Walther Schreiber bildeten. So gab es erstmals seit 1948 eine parlamentarisch vertretene Opposition in Berlin.
| Wahl vom 3. Dezember 1950 | Wahl vom 3. Dezember 1950 | Wahl vom 3. Dezember 1950 | Wahl vom 3. Dezember 1950 |
| ------------------------- | ------------------------- | ------------------------- | ------------------------- |
| Wahlberechtigte           | 1.664.221                 |                           |                           |
| Wahlbeteiligung           | 1.504.580                 | 90,4 %                    |                           |
| SPD                       | 654.211                   | 44,7 %                    | 61 Mand.                  |
| CDU                       | 361.050                   | 24,6 %                    | 34 Mand.                  |
| FDP                       | 337.589                   | 23,0 %                    | 32 Mand.                  |
| DP                        | 53.810                    | 3,7 %                     | — Mand.                   |
| BHE                       | 31.918                    | 2,2 %                     | — Mand.                   |
| Kons.P.                   | 11.953                    | 0,8 %                     | — Mand.                   |
| USPD                      | 9.782                     | 0,7 %                     | — Mand.                   |
| FSU                       | 4.157                     | 0,3 %                     | — Mand.                   |
| Summen                    | 1.464.470                 | 100,0 %                   | 127 Mand.                 |